# Péter Medgyessy
Péter Medgyessy (født 19. oktober 1942 i Budapest) er en ungarsk politiker, der var landets statsminister (uafhængig) fra 27. maj 2002 til 29. september 2004. 
Medgyessy er kandidat i teoretisk økonomi fra Corvinus Universitet i Budapest i 1966 og tog senere doktorgrad samme sted. Han arbejdede fra 1966 til 1982 i landets finansministerium. 
Hans politiske karriere begyndte som vicefinansminister i 1982. I 1987 blev han finansminister og stod som sådan i spidsen for en reform af landets skattesystem; en reform, der banede vejen for Ungarns bestræbelser på at blive en markedsøkonomi. Han var fra 1988 til 1990 vicepremierminister for økonomiske anliggender, hvorefter han forlod politik for at blive bankdirektør. I 1996, da Guyla Horn vandt regeringsmagten, blev han atter finansminister. Senere blev han formand for bestyrelsen i Inter-Europa Bank og vicedirektør for Atlasz Insurance Company. Han beholdt disse poster fra 1998 til 2001. Som premierminister i den socialistisk ledede regering var han ikke medlem af Ungarns Socialistiske Parti. Han trådte tilbage efter uenigheder med koalitionspartneren Szabad Demokraták Szövetsége. Hans efterfølger på posten blev Ferenc Gyurcsány.
Under hans tid som statsminister kom det frem, at han fra 1978 til 1982 var hemmelig agent for sikkerhedstjenesten og skal have rapporteret om sine kolleger til Sovjetunionen. I begyndelsen benægtede han anklagerne, men indrømmede senere delvist.